# Marcinkowice (powiat miechowski)
Marcinkowice – wieś w Polsce położona w województwie małopolskim, w powiecie miechowskim, w gminie Charsznica.
W 1595 roku wieś położona w powiecie ksiąskim województwa krakowskiego była własnością starosty chęcińskiego Piotra Myszkowskiego. W latach 1975–1998 miejscowość należała administracyjnie do województwa kieleckiego.